# Mistrzostwa Rumunii w rugby union (2007/2008)
Divizia Națională 2007/2008 – dziewięćdziesiąte drugie mistrzostwa Rumunii w rugby union. Zawody odbywały się w dniach 22 września 2007 – 31 maja 2008 roku, a tytuł obroniła drużyna CS Dinamo Bukareszt.
Ze względów finansowych przystąpienie do rozgrywek rozważał klub CFR CSU Brașov, ostatecznie jednak wziął w nich udział. Wycofał się natomiast CSU Arad, który utracił głównego sponsora, a Federațiă Română de Rugby dopuściła do zawodów na jego miejsce zespół z Timișoary – uplasowany wyżej spośród dwóch spadkowiczów z poprzedniego sezonu.
W półfinałach zmierzyć się miały Farul, Baia Mare oraz stołeczne Steaua i Dinamo, relegacja czekała zaś Grivițę i zespół z Braszowa. Spotkania o medale zaplanowano na Stadionul Arcul de Triumf, a w finale spotkały się dwie najwyżej rozstawione drużyny. Lepsza od Steauy okazała się drużyna Dinamo, która celnie wyegzekwowała dwa karne kopy będące jedynymi punktami zdobytymi w tym meczu  i tym samym zaliczyła dublet, zdobywając wcześniej puchar kraju. Brązowy medal otrzymali zawodnicy z Konstancy.
Mecz szóstej kolejki Dinamo-Grivița nie odbył się, bowiem goście nie zdołali zebrać wystarczającej liczby zawodników. Za nieprzystąpienie do meczu zostali ukarani ujemnym punktem, gospodarze otrzymali tym samym walkowerowe zwycięstwo za pięć punktów.
Wszystkie zespoły uczestniczące w rozgrywkach były zobowiązane do prowadzenia zespołów juniorskich, a ich brak był penalizowany dziesięcioma ujemnymi punktami.

## System rozgrywek
Rozgrywki prowadzone były w pierwszej fazie systemem ligowym w ramach dwóch sześciozespołowych grup. Czołowe trójki z każdej z grup pozostały w walce o mistrzostwo kraju (play-off), zespoły z dolnej połowy tabeli rywalizowały zaś o utrzymanie w najwyższej klasie rozgrywkowej (play-out) – obie grupy ponownie rozgrywały spotkania systemem mecz–rewanż. Cztery najlepsze drużyny z grupy play-off awansowały do kolejnej fazy rozegranej systemem pucharowym, zaś relegowana została najsłabsza dwójka grupy play-out. Zwycięzca meczu zyskiwał cztery punkty, za remis przysługiwały dwa punkty, porażka nie była punktowana, a zdobycie przynajmniej czterech przyłożeń lub przegrana nie więcej niż siedmioma punktami premiowana była natomiast punktem bonusowym. Półfinały zostały rozegrane na boisku wyżej rozstawionej drużyny, finał zaś na neutralnym stadionie.
Rozkład gier opublikowano w połowie czerwca 2007 roku, ze zmianami spowodowanymi wycofaniem CSU Arad opublikowanymi na początku sierpnia tego roku.

## Drużyny
| Klub                         | Miasto      |
| ---------------------------- | ----------- |
| CSM Universitatea Baia Mare  | Baia Mare   |
| RC Bârlad                    | Bârlad      |
| CFR CSU Brașov               | Braszów     |
| Dinamo Bukareszt             | Bukareszt   |
| Steaua Bukareszt             | Bukareszt   |
| CSM Olimpia Bukareszt        | Bukareszt   |
| RC Grivița Bukareszt         | Bukareszt   |
| CS Poli Agro Iași            | Jassy       |
| CS Universitatea Cluj-Napoca | Kluż-Napoka |
| RCJ Farul Constanța          | Konstanca   |
| CSM Bucovina Suceava         | Suczawa     |
| RCM Timișoara                | Timișoara   |

## Faza grupowa
| Gospodarz                          | Wynik                        | Gość                         |                              | Gospodarz                    | Wynik                        | Gość                         |
| Grupa A                            | Grupa A                      | Grupa A                      |                              | Grupa B                      | Grupa B                      | Grupa B                      |
| Kolejka I – 22 września 2007       | Kolejka I – 22 września 2007 | Kolejka I – 22 września 2007 | Kolejka I – 22 września 2007 | Kolejka I – 22 września 2007 | Kolejka I – 22 września 2007 | Kolejka I – 22 września 2007 |
| ---------------------------------- | ---------------------------- | ---------------------------- | ---------------------------- | ---------------------------- | ---------------------------- | ---------------------------- |
| RC Bârlad                          | 12:45                        | CSM Universitatea Baia Mare  |                              | RCM Timișoara                | 9:15                         | RCJ Farul Constanța          |
| CSM Olimpia Bukareszt              | 21:23                        | CS Universitatea Cluj-Napoca |                              | CFR CSU Brașov               | 13:57                        | Steaua Bukareszt             |
| RC Grivița Bukareszt               | 10:57                        | Dinamo Bukareszt             |                              | CSM Bucovina Suceava         | 12:10                        | CS Poli Agro Iași            |
| Kolejka II – 29 września 2007      |                              |                              |                              |                              |                              |                              |
| CSM Universitatea Baia Mare        | 40:3                         | CSM Olimpia Bukareszt        |                              | Steaua Bukareszt             | 55:3                         | RCM Timișoara                |
| RC Grivița Bukareszt               | 18:33                        | CS Universitatea Cluj-Napoca |                              | RCJ Farul Constanța          | 54:10                        | CSM Bucovina Suceava         |
| Dinamo Bukareszt                   | 99:5                         | RC Bârlad                    |                              | CFR CSU Brașov               | 6:5                          | CS Poli Agro Iași            |
| Kolejka III – 06 października 2007 |                              |                              |                              |                              |                              |                              |
| CSM Olimpia Bukareszt              | 0:119                        | Dinamo Bukareszt             |                              | CS Poli Agro Iași            | 0:18                         | RCJ Farul Constanța          |
| RC Bârlad                          | 22:25                        | RC Grivița Bukareszt         |                              | RCM Timișoara                | 43:3                         | CFR CSU Brașov               |
| CS Universitatea Cluj-Napoca       | 8:19                         | CSM Universitatea Baia Mare  |                              | CSM Bucovina Suceava         | 16:89                        | Steaua Bukareszt             |
| Kolejka V – 20 października 2007   |                              |                              |                              |                              |                              |                              |
| CSM Universitatea Baia Mare        | 3:15                         | Dinamo Bukareszt             |                              | RCJ Farul Constanța          | 6:10                         | Steaua Bukareszt             |
| CS Universitatea Cluj-Napoca       | 56:10                        | RC Bârlad                    |                              | CS Poli Agro Iași            | 8:6                          | RCM Timișoara                |
| CSM Olimpia Bukareszt              | 22:7                         | RC Grivița Bukareszt         |                              | CSM Bucovina Suceava         | 41:17                        | CFR CSU Brașov               |
| Kolejka IV – 24 października 2007  |                              |                              |                              |                              |                              |                              |
| RC Bârlad                          | 9:16                         | CSM Olimpia Bukareszt        |                              | RCM Timișoara                | 34:25                        | CSM Bucovina Suceava         |
| RC Grivița Bukareszt               | 3:46                         | CSM Universitatea Baia Mare  |                              | CFR CSU Brașov               | 3:34                         | RCJ Farul Constanța          |
| Dinamo Bukareszt                   | 41:8                         | CS Universitatea Cluj-Napoca |                              | Steaua Bukareszt             | 59:0                         | CS Poli Agro Iași            |
| Kolejka VI – 27 października 2007  |                              |                              |                              |                              |                              |                              |
| CSM Universitatea Baia Mare        | 53:6                         | RC Bârlad                    |                              | RCJ Farul Constanța          | 59:3                         | RCM Timișoara                |
| CS Universitatea Cluj-Napoca       | 27:11                        | CSM Olimpia Bukareszt        |                              | Steaua Bukareszt             | 80:3                         | CFR CSU Brașov               |
| Dinamo Bukareszt                   | 5:0                          | RC Grivița Bukareszt         |                              | CS Poli Agro Iași            | 17:10                        | CSM Bucovina Suceava         |
| Kolejka VII – 03 listopada 2007    |                              |                              |                              |                              |                              |                              |
| RC Bârlad                          | 0:49                         | Dinamo Bukareszt             |                              | CSM Bucovina Suceava         | 14:39                        | RCJ Farul Constanța          |
| CSM Olimpia Bukareszt              | 3:14                         | CSM Universitatea Baia Mare  |                              | CS Poli Agro Iași            | 41:0                         | CFR CSU Brașov               |
| CS Universitatea Cluj-Napoca       | 57:3                         | RC Grivița Bukareszt         |                              | RCM Timișoara                | 7:40                         | Steaua Bukareszt             |
| Kolejka VIII – 17 listopada 2007   |                              |                              |                              |                              |                              |                              |
| Dinamo Bukareszt                   | 45:13                        | CSM Olimpia Bukareszt        |                              | Steaua Bukareszt             | 36:12                        | CSM Bucovina Suceava         |
| CSM Universitatea Baia Mare        | 31:7                         | CS Universitatea Cluj-Napoca |                              | RCJ Farul Constanța          | 55:0                         | CS Poli Agro Iași            |
| RC Grivița Bukareszt               | 10:14                        | RC Bârlad                    |                              | CFR CSU Brașov               | 12:32                        | RCM Timișoara                |
| Kolejka IX – 24 listopada 2007     |                              |                              |                              |                              |                              |                              |
| CSM Universitatea Baia Mare        | 71:5                         | RC Grivița Bukareszt         |                              | CS Poli Agro Iași            | 10:50                        | Steaua Bukareszt             |
| CS Universitatea Cluj-Napoca       | 13:19                        | Dinamo Bukareszt             |                              | CSM Bucovina Suceava         | 18:14                        | RCM Timișoara                |
| CSM Olimpia Bukareszt              | 21:13                        | RC Bârlad                    |                              | RCJ Farul Constanța          | 79:3                         | CFR CSU Brașov               |
| Kolejka X – 01 grudnia 2007        |                              |                              |                              |                              |                              |                              |
| Dinamo Bukareszt                   | 27:0                         | CSM Universitatea Baia Mare  |                              | RCM Timișoara                | 3:0                          | CS Poli Agro Iași            |
| RC Bârlad                          | 5:31                         | CS Universitatea Cluj-Napoca |                              | CFR CSU Brașov               | 14:24                        | CSM Bucovina Suceava         |
| RC Grivița Bukareszt               | 19:40                        | CSM Olimpia Bukareszt        |                              | Steaua Bukareszt             | 19:8                         | RCJ Farul Constanța          |

## Play-out
| Gospodarz                   | Wynik                       | Gość                        |                                 | Gospodarz                       | Wynik                           | Gość |
| Kolejka I – 20 grudnia 2007 | Kolejka I – 20 grudnia 2007 | Kolejka I – 20 grudnia 2007 | Kolejka VI – 05 kwietnia 2008   | Kolejka VI – 05 kwietnia 2008   | Kolejka VI – 05 kwietnia 2008   |      |
| --------------------------- | --------------------------- | --------------------------- | ------------------------------- | ------------------------------- | ------------------------------- | ---- |
| RC Bârlad                   | 13:12                       | CS Poli Agro Iași           | CSM Olimpia Bukareszt           | 31:3                            | RC Grivița Bukareszt            |      |
| CFR CSU Brașov              | 18:20                       | CSM Bucovina Suceava        | CS Poli Agro Iași               | 46:11                           | RC Bârlad                       |      |
| RC Grivița Bukareszt        | 5:8                         | CSM Olimpia Bukareszt       | CSM Bucovina Suceava            | 45:0                            | CFR CSU Brașov                  |      |
| Kolejka II – 08 marca 2008  | Kolejka II – 08 marca 2008  | Kolejka II – 08 marca 2008  | Kolejka VII – 12 kwietnia 2008  | Kolejka VII – 12 kwietnia 2008  | Kolejka VII – 12 kwietnia 2008  |      |
| CSM Bucovina Suceava        | 14:7                        | RC Grivița Bukareszt        | RC Grivița Bukareszt            | 7:27                            | CSM Bucovina Suceava            |      |
| CSM Olimpia Bukareszt       | 31:12                       | RC Bârlad                   | RC Bârlad                       | 5:34                            | CSM Olimpia Bukareszt           |      |
| CFR CSU Brașov              | 18:27                       | CS Poli Agro Iași           | CS Poli Agro Iași               | 45:8                            | CFR CSU Brașov                  |      |
| Kolejka III – 15 marca 2008 | Kolejka III – 15 marca 2008 | Kolejka III – 15 marca 2008 | Kolejka VIII – 19 kwietnia 2008 | Kolejka VIII – 19 kwietnia 2008 | Kolejka VIII – 19 kwietnia 2008 |      |
| RC Bârlad                   | 21:25                       | CSM Bucovina Suceava        | CSM Olimpia Bukareszt           | 22:3                            | CS Poli Agro Iași               |      |
| CS Poli Agro Iași           | 8:5                         | CSM Olimpia Bukareszt       | CSM Bucovina Suceava            | 19:7                            | RC Bârlad                       |      |
| RC Grivița Bukareszt        | 0:5                         | CFR CSU Brașov              | CFR CSU Brașov                  | 9:0                             | RC Grivița Bukareszt            |      |
| Kolejka IV – 21 marca 2008  | Kolejka IV – 21 marca 2008  | Kolejka IV – 21 marca 2008  | Kolejka IX – 23 kwietnia 2008   | Kolejka IX – 23 kwietnia 2008   | Kolejka IX – 23 kwietnia 2008   |      |
| CFR CSU Brașov              | 5:26                        | CSM Olimpia Bukareszt       | CS Poli Agro Iași               | 27:15                           | CSM Bucovina Suceava            |      |
| CSM Bucovina Suceava        | 9:3                         | CS Poli Agro Iași           | RC Bârlad                       | 24:16                           | RC Grivița Bukareszt            |      |
| RC Grivița Bukareszt        | 24:10                       | RC Bârlad                   | CSM Olimpia Bukareszt           | 48:19                           | CFR CSU Brașov                  |      |
| Kolejka V – 29 marca 2008   | Kolejka V – 29 marca 2008   | Kolejka V – 29 marca 2008   | Kolejka X – 03 maja 2008        | Kolejka X – 03 maja 2008        | Kolejka X – 03 maja 2008        |      |
| CSM Olimpia Bukareszt       | 40:5                        | CSM Bucovina Suceava        | CSM Bucovina Suceava            | 10:15                           | CSM Olimpia Bukareszt           |      |
| CS Poli Agro Iași           | 36:20                       | RC Grivița Bukareszt        | RC Grivița Bukareszt            | 0:24                            | CS Poli Agro Iași               |      |
| RC Bârlad                   | 29:17                       | CFR CSU Brașov              | CFR CSU Brașov                  | 11:3                            | RC Bârlad                       |      |

## Play-off
| Kolejka I – 20 grudnia 2007   | Kolejka I – 20 grudnia 2007   | Kolejka I – 20 grudnia 2007   | Kolejka IV – 09 kwietnia 2008   | Kolejka IV – 09 kwietnia 2008   | Kolejka IV – 09 kwietnia 2008   |
| ----------------------------- | ----------------------------- | ----------------------------- | ------------------------------- | ------------------------------- | ------------------------------- |
| RCM Timișoara                 | 0:52                          | Steaua Bukareszt              | Steaua Bukareszt                | 24:19                           | RCJ Farul Constanța             |
| CS Universitatea Cluj-Napoca  | 22:34                         | Dinamo Bukareszt              | RCM Timișoara                   | 13:66                           | Dinamo Bukareszt                |
| CSM Universitatea Baia Mare   | 13:15                         | RCJ Farul Constanța           | CS Universitatea Cluj-Napoca    | 8:18                            | CSM Universitatea Baia Mare     |
| Kolejka II – 08 marca 2008    | Kolejka II – 08 marca 2008    | Kolejka II – 08 marca 2008    | Kolejka VII – 12 kwietnia 2008  | Kolejka VII – 12 kwietnia 2008  | Kolejka VII – 12 kwietnia 2008  |
| RCM Timișoara                 | 0:29                          | RCJ Farul Constanța           | CS Universitatea Cluj-Napoca    | 16:39                           | Steaua Bukareszt                |
| Steaua Bukareszt              | 43:7                          | CS Universitatea Cluj-Napoca  | CSM Universitatea Baia Mare     | 19:14                           | Dinamo Bukareszt                |
| Dinamo Bukareszt              | 39:26                         | CSM Universitatea Baia Mare   | RCJ Farul Constanța             | 50:23                           | RCM Timișoara                   |
| Kolejka III – 15 marca 2008   | Kolejka III – 15 marca 2008   | Kolejka III – 15 marca 2008   | Kolejka VIII – 19 kwietnia 2008 | Kolejka VIII – 19 kwietnia 2008 | Kolejka VIII – 19 kwietnia 2008 |
| CS Universitatea Cluj-Napoca  | 29:9                          | RCM Timișoara                 | Steaua Bukareszt                | 36:8                            | CSM Universitatea Baia Mare     |
| CSM Universitatea Baia Mare   | 10:19                         | Steaua Bukareszt              | RCM Timișoara                   | 10:13                           | CS Universitatea Cluj-Napoca    |
| RCJ Farul Constanța           | 20:25                         | Dinamo Bukareszt              | Dinamo Bukareszt                | 50:17                           | RCJ Farul Constanța             |
| Kolejka V – 29 marca 2008     | Kolejka V – 29 marca 2008     | Kolejka V – 29 marca 2008     | Kolejka IX – 23 kwietnia 2008   | Kolejka IX – 23 kwietnia 2008   | Kolejka IX – 23 kwietnia 2008   |
| Dinamo Bukareszt              | 14:14                         | Steaua Bukareszt              | RCJ Farul Constanța             | 12:27                           | Steaua Bukareszt                |
| RCJ Farul Constanța           | 31:17                         | CS Universitatea Cluj-Napoca  | CSM Universitatea Baia Mare     | 25:0                            | CS Universitatea Cluj-Napoca    |
| CSM Universitatea Baia Mare   | 59:0                          | RCM Timișoara                 | Dinamo Bukareszt                | 71:6                            | RCM Timișoara                   |
| Kolejka VI – 05 kwietnia 2008 | Kolejka VI – 05 kwietnia 2008 | Kolejka VI – 05 kwietnia 2008 | Kolejka X – 03 maja 2008        | Kolejka X – 03 maja 2008        | Kolejka X – 03 maja 2008        |
| Steaua Bukareszt              | 71:16                         | RCM Timișoara                 | CS Universitatea Cluj-Napoca    | 12:24                           | RCJ Farul Constanța             |
| RCJ Farul Constanța           | 31:17                         | CSM Universitatea Baia Mare   | RCM Timișoara                   | 3:49                            | CSM Universitatea Baia Mare     |
| Dinamo Bukareszt              | 59:7                          | CS Universitatea Cluj-Napoca  | Steaua Bukareszt                | 22:16                           | Dinamo Bukareszt                |

## Faza pucharowa
|  |                             |                             |                  |                   |   |                      |                      |       |
|  | Półfinały                   | Półfinały                   | Półfinały        |                   |   | Finał                | Finał                | Finał |
|  | Półfinały                   | Półfinały                   | Półfinały        |                   |   | Finał                | Finał                | Finał |
|  | 18 maja 2008                |                             |                  |                   |   |                      |                      |       |
|  |                             |                             |                  |                   |   |                      |                      |       |
|  | CSA Steaua Bukareszt        | CSA Steaua Bukareszt        | 29               |                   |   |                      |                      |       |
|  | CSA Steaua Bukareszt        | CSA Steaua Bukareszt        | 29               | 31 maja 2008      |   |                      |                      |       |
|  | CSM Universitatea Baia Mare | CSM Universitatea Baia Mare | 20               |                   |   |                      |                      |       |
|  | CSM Universitatea Baia Mare | CSM Universitatea Baia Mare | 20               |                   |   | CSA Steaua Bukareszt | CSA Steaua Bukareszt | 0     |
|  | 18 maja 2008                |                             |                  |                   |   | CSA Steaua Bukareszt | CSA Steaua Bukareszt | 0     |
|  |                             |                             | Dinamo Bukareszt | Dinamo Bukareszt  | 6 |                      |                      |       |
|  | Dinamo Bukareszt            | Dinamo Bukareszt            | Dinamo Bukareszt | Dinamo Bukareszt  | 6 | 23                   |                      |       |
|  | Dinamo Bukareszt            | Dinamo Bukareszt            |                  |                   |   |                      |                      |       |
|  | RCJ Farul Constanța         | RCJ Farul Constanța         | 22               |                   |   |                      |                      |       |
|  | RCJ Farul Constanța         | RCJ Farul Constanța         | 22               | Mecz o 3. miejsce |   |                      |                      |       |
|  |                             |                             |                  |                   |   |                      |                      |       |
|  | 31 maja 2008                |                             |                  |                   |   |                      |                      |       |
|  |                             |                             |                  |                   |   |                      |                      |       |
|  | CSM Universitatea Baia Mare | CSM Universitatea Baia Mare | 10               |                   |   |                      |                      |       |
|  | CSM Universitatea Baia Mare | CSM Universitatea Baia Mare | 10               |                   |   |                      |                      |       |
|  | RCJ Farul Constanța         | RCJ Farul Constanța         | 26               |                   |   |                      |                      |       |
|  | RCJ Farul Constanța         | RCJ Farul Constanța         | 26               |                   |   |                      |                      |       |

| 18 maja 200810:00 | CSA Steaua Bukareszt | 29:20 | CSM Universitatea Baia Mare | Ghencea, Bukareszt Sędzia: Cristian Răduță |
| 18 maja 200810:00 |                      | 29:20 |                             | Ghencea, Bukareszt Sędzia: Cristian Răduță |

| 18 maja 200813:00 | Dinamo Bukareszt | 23:22 | RCJ Farul Constanța | Stadion Florea Dumitrache, Bukareszt Sędzia: Bogdan Milița |
| 18 maja 200813:00 |                  | 23:22 |                     | Stadion Florea Dumitrache, Bukareszt Sędzia: Bogdan Milița |

| 31 maja 200816:00 | CSA Steaua Bukareszt | 0:6 | Dinamo Bukareszt | Stadionul Arcul de Triumf, Bukareszt Sędzia: Gheorghe Sabău |
| 31 maja 200816:00 |                      | 0:6 |                  | Stadionul Arcul de Triumf, Bukareszt Sędzia: Gheorghe Sabău |

| 31 maja 200813:00 | CSM Universitatea Baia Mare | 10:26 | RCJ Farul Constanța | Stadionul Arcul de Triumf, Bukareszt Sędzia: Horațiu Bărgăunaș |
| 31 maja 200813:00 |                             | 10:26 |                     | Stadionul Arcul de Triumf, Bukareszt Sędzia: Horațiu Bărgăunaș |